# سعیر (شهر)
سعیر شهری فلسطینی‌نشین در کرانه باختری رود اردن در استان حبرون (الخلیل) است که در هشت کیلومتری شمال شرقی شهر الخلیل قرار گرفته‌است و حکومت خودگردان فلسطین آن را اداره می‌کند. این شهر در ارتفاع ۸۷۰ متری از سطح دریا قرار گرفته و بحر المیت در مرزهای شرقی آن واقع است.
سعیر در سال ۲۰۰۷ جمعیتی معادل ۱۹۰۷۲ نفر داشته است. جمعیت این شهر از سال ۱۹۲۲ (۱۴۷۷ نفر)، تا ۲۷۱۰ نفر در سال ۱۹۴۵ افزایش یافته و به ۸۳۰۰ نفر در سال ۱۹۸۷ رسیده‌است. کشاورزی فعالیت اقتصادی ۳۰ درصد از نیروی کار سعیر را تشکیل می‌دهد و همین میزان هم جذب بازار کار اسرائیل شده‌اند. محصول اصلی این منطقه هم زیتون است.